# Onthophagus picturatus
Onthophagus picturatus là một loài bọ cánh cứng trong họ Bọ hung (Scarabaeidae).